# Champignonschnitzel
Champignonschnitzel ist eine Ableitung des Naturschnitzels, das aus der Schale vom ausgelösten Kalbsschlegel (in der österreichischen Küchensprache das sogenannte Naturteil oder Kaiserteil) geschnitten wird.

## Zubereitung
Nachdem die Naturschnitzel gebraten und angerichtet sind, werden Champignons in frischer Butter geschwitzt, dann Petersiliengrün und Pfeffer beigegeben, mit etwas Kalbsbrühe aufgegossen und über die Schnitzel gegossen. Champignonschnitzel können auch als Naturschnitzel mit Champignons, Zwiebeln und Rahm in der Soße zubereitet werden.